# Mitteldeutscher Rundfunk
La Mitteldeutscher Rundfunk (MDR) è l'emittente radiotelevisiva pubblica locale dei Länder tedeschi di Sassonia, Sassonia-Anhalt e Turingia, ed è affiliata ad ARD. La sede principale è situata a Lipsia.